# Severní Sumatra
Severní Sumatra (indonésky Sumatera Utara) je jedna z provincií Indonésie. Nachází se v severní části ostrova Sumatra. Na ploše 73 587 km² (lze se setkat i s mírně odlišnými údaji) zde žije více než 13 milionů lidí.
Hlavním městem provincie je Medan, jedno z největších indonéských měst, ležící na severu provincie. Na severozápadě sousedí Severní Sumatra s provincií Aceh, na jihovýchodě s provincií Riau a na jihu se Západní Sumatrou. Součástí provincie jsou i některé blízké ostrovy, například Nias a ostrovy Batu.
V centrální části provincie leží jezero Toba, největší sopečné kráterové jezero na Zemi.

## Ochrana přírody
V provincii od roku 2014 působí česko-indonéský záchranný program The Kukang Rescue Program, který se zaměřuje na ochranu outloňů i dalších živočichů a osvětovou činnost včetně práci s místními komunitami.